# Ariathisa coelenoptera
Ariathisa coelenoptera là một loài bướm đêm trong họ Noctuidae.